# Luffar-Petter
Luffar-Petter är en svensk stumfilm från 1922 i regi av Erik A. Petschler.

## Om filmen
Filmen premiärvisades 26 december 1922 på Götiska Teatern i Stockholm. Filmen spelades in i Dalarö, Djursholm, Norrtälje, Södertälje, Djurgården, Hagaparken, Södermalm och Svea Artilleriregemente i Stockholm av Oscar Norberg. En av badflickorna spelades av Greta Garbo, filmen blev hennes långfilmsdebut.

## Rollista (i urval)
- Erik A. Petschler – Luffar-Petter och brandlöjtnant Erik Silverhjälm
- Gucken Cederborg – Gucken Nordbergh, borgmästarinna
- Tyra Ryman – Tyra, hennes ena dotter
- Greta Garbo – Greta, andra dottern
- Iréne Zetterberg – Iréne, tredje dottern
- Helmer Larsson – Juppe Larsson, kapten
- Carl F. Olsson – Fredrik Olsson, poliskonstapel
- Mona Geijer-Falkner – Mona-Lisa, hans hustru
- Anna Brandt – Ottilia Asterblad
- Valdemar Dalquist – Matteus Dahlqvist, fotograf
- Carl-Gunnar Wingård – betjänt
- Mary Gräber – fröken Bruné
- Lily Böös – Lily Broms, stationsinspektorska
- Agnes Clementsson – Amalia Clämming, pastorska
- Axel Westerlund – Tobias Österlund, artillerikapten